# Șașlâc
Șașlâc este un termen rusesc care, inițial, desemna un fel de mâncare din carne de miel tăiată bucăți, pusă în frigări și coaptă pe mangal la grătar. Se poate aplica sos marinat din cele mai simple condimente — sare, piper, oțet, până la rețete complexe, care necesită o preparare specială. Mai târziu numele de "șașlâc", în limba rusă, s-a răspândit pentru multe feluri de preparate din carne de porc, carne de pasăre, pește, legume, gătite în același mod.

## Istoric
Cuvântul șașlîc este la origine turcesc - șıșlıq - dar s-a răspândit în Europa prin intermediul limbii ruse. 
Astăzi, însă, acest mod de preparare este concurat de cele numite barbecue sau kebab, de altfel, asemănătoare, existând chiar sintagmele șașlâc barbecue sau șașlâc kebab.  

## În alte țări
În diferite țări, acest mod lesnicios și gustos de preparare a cărnii de miel sau de vită are diferite alte denumiri:
- Horovaț - Armenia;
- Suvlaki - Grecia;
- Yakitori - Japonia;
- Kebab - Orientul Mijlociu și Transcaucazia;
- Barbecue - SUA;
- Bulgogi - Coreea;
- Sate - Malaezia și Indonezia;

## Fapte interesante
- În Armenia, în mod regulat se organizează un concurs-festival de kebab.[1][2]
- În Cerchezia, în 2009, a fost pregătită "Frigăruia prieteniei" de 120 de metri.[3]
- În regiunea Kazan, în anul 2013, a fost pregătită cea mai lungă frigăruie la gratar — 180 de metri lungime și 90 de centimetri diametru.[4]

## Imagini

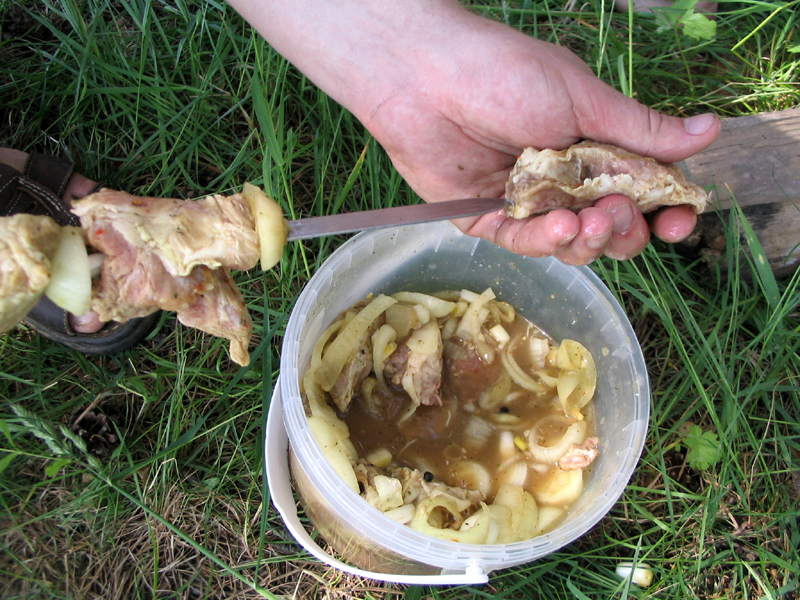
Șașlâk
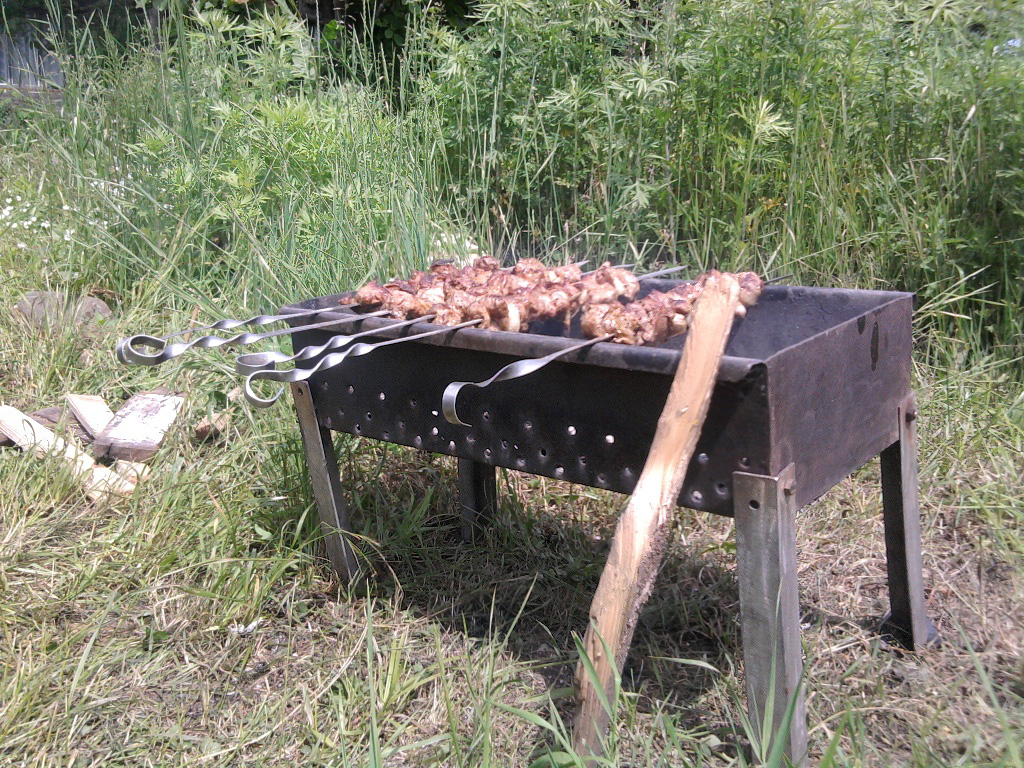
Gratar de dimensiuni medii
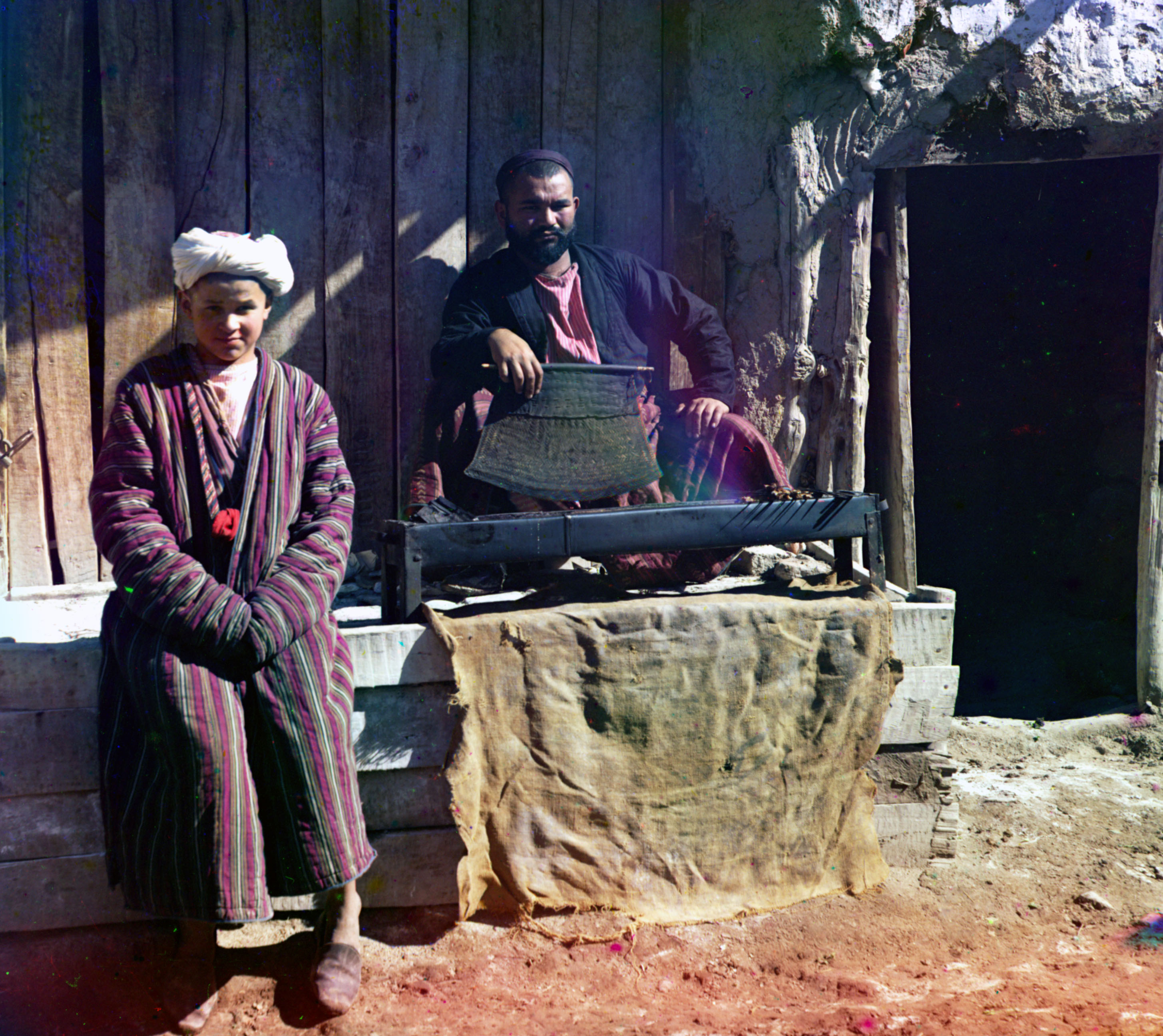
Barbecue în Samarkand 1909
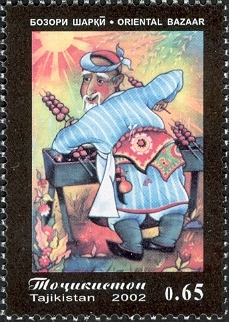
Marcă poștală din Tadjikistan - 2002
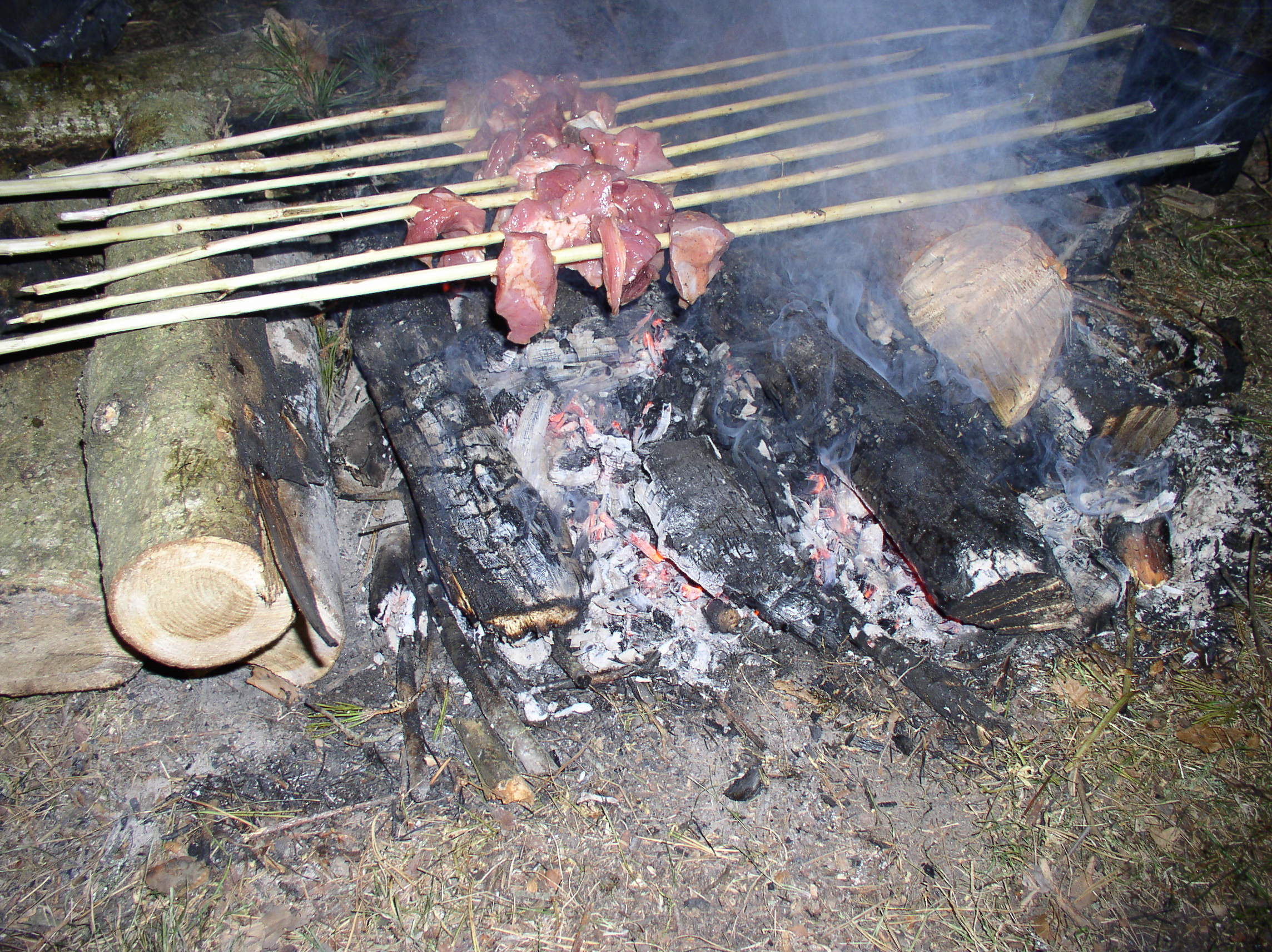
Mod de preparare a frigăruilor
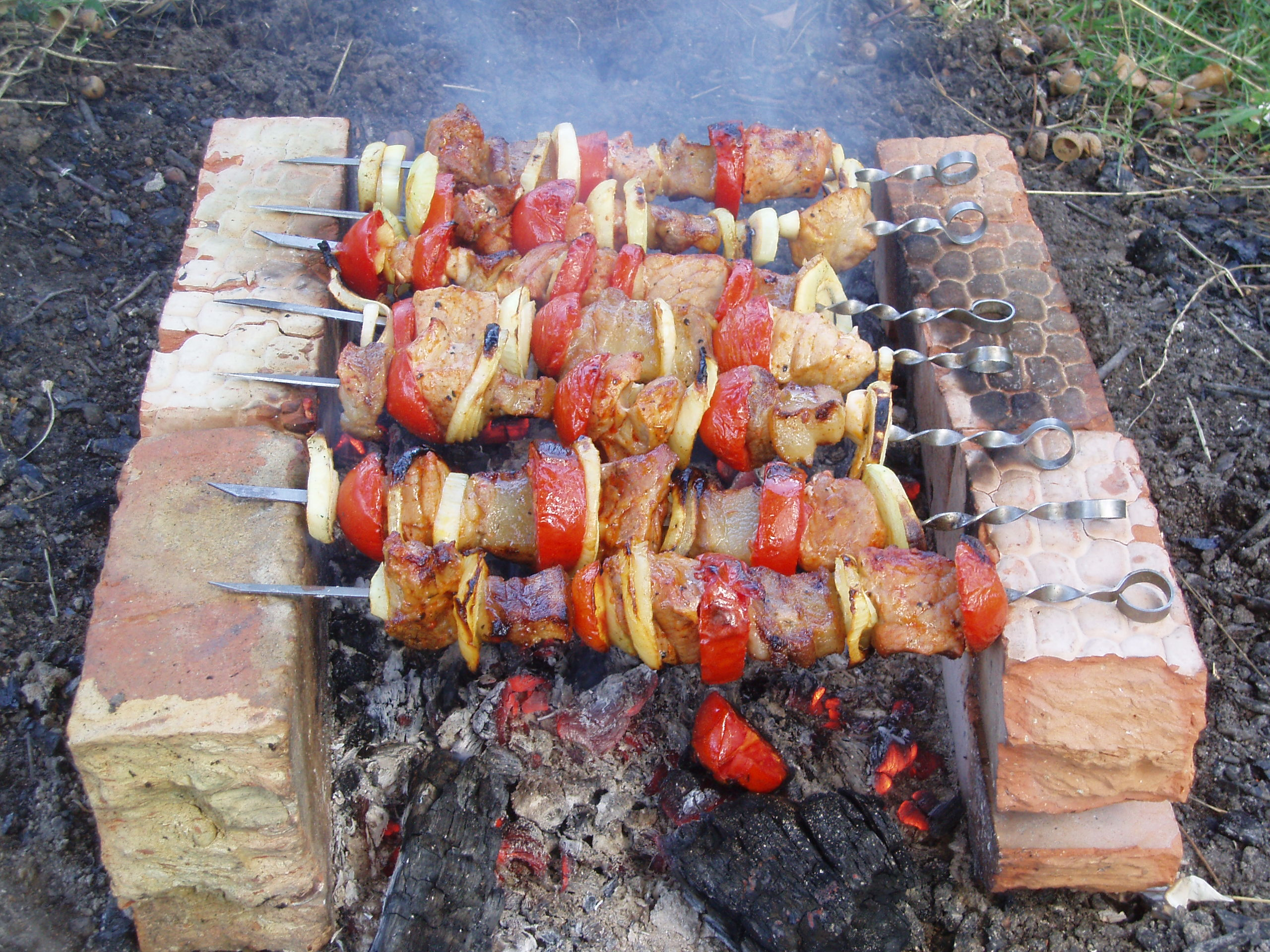
Mod de preparare a frigăruilor într-un cuptor improvizat din cărămizi (pietre) cu grătar deasupra